# Aralia nudicaulis
Aralia nudicaulis är en araliaväxtart som beskrevs av Carolus Linnaeus. Aralia nudicaulis ingår i släktet Aralia och familjen Araliaceae. Inga underarter finns listade.

## Bildgalleri

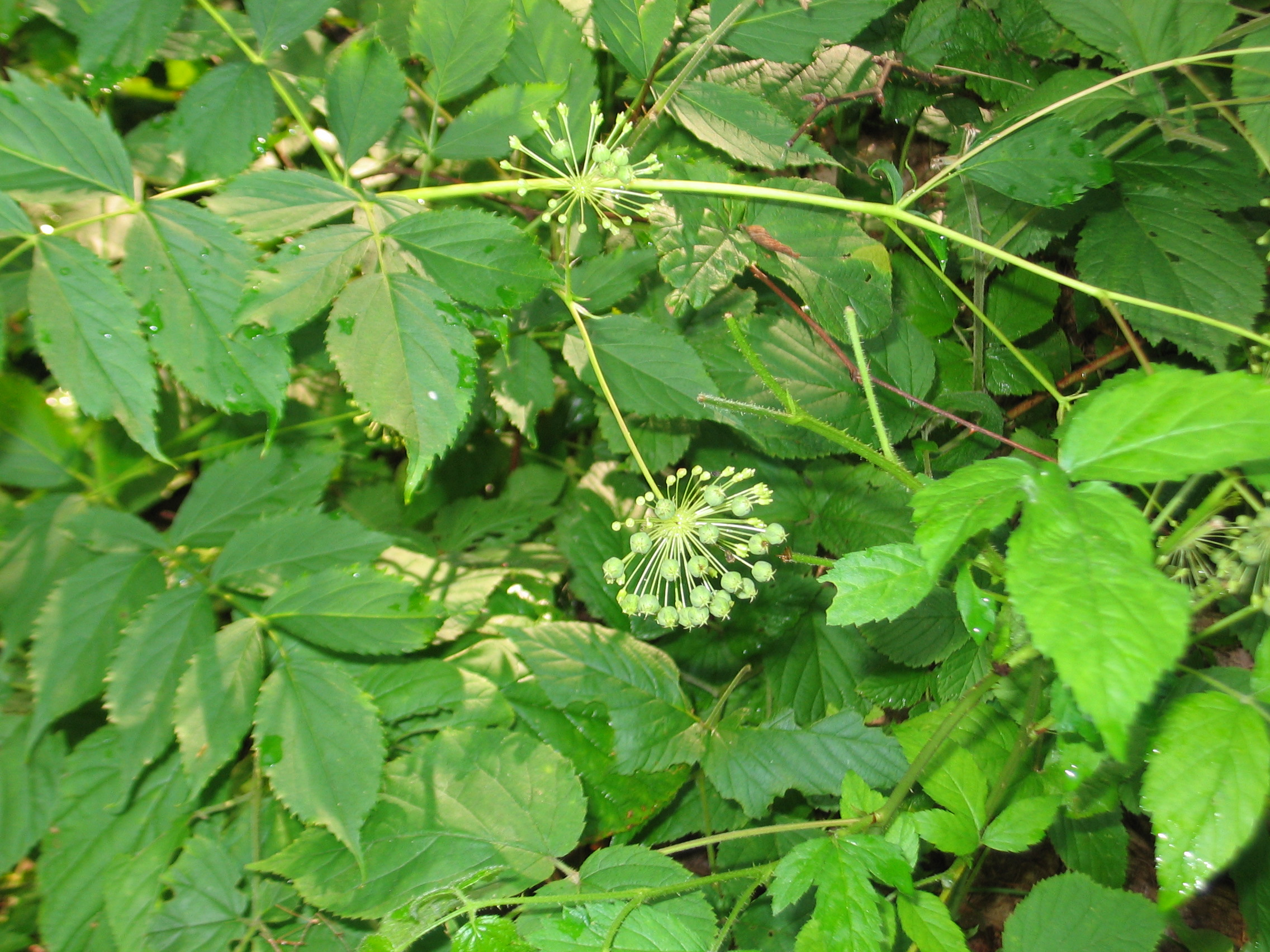
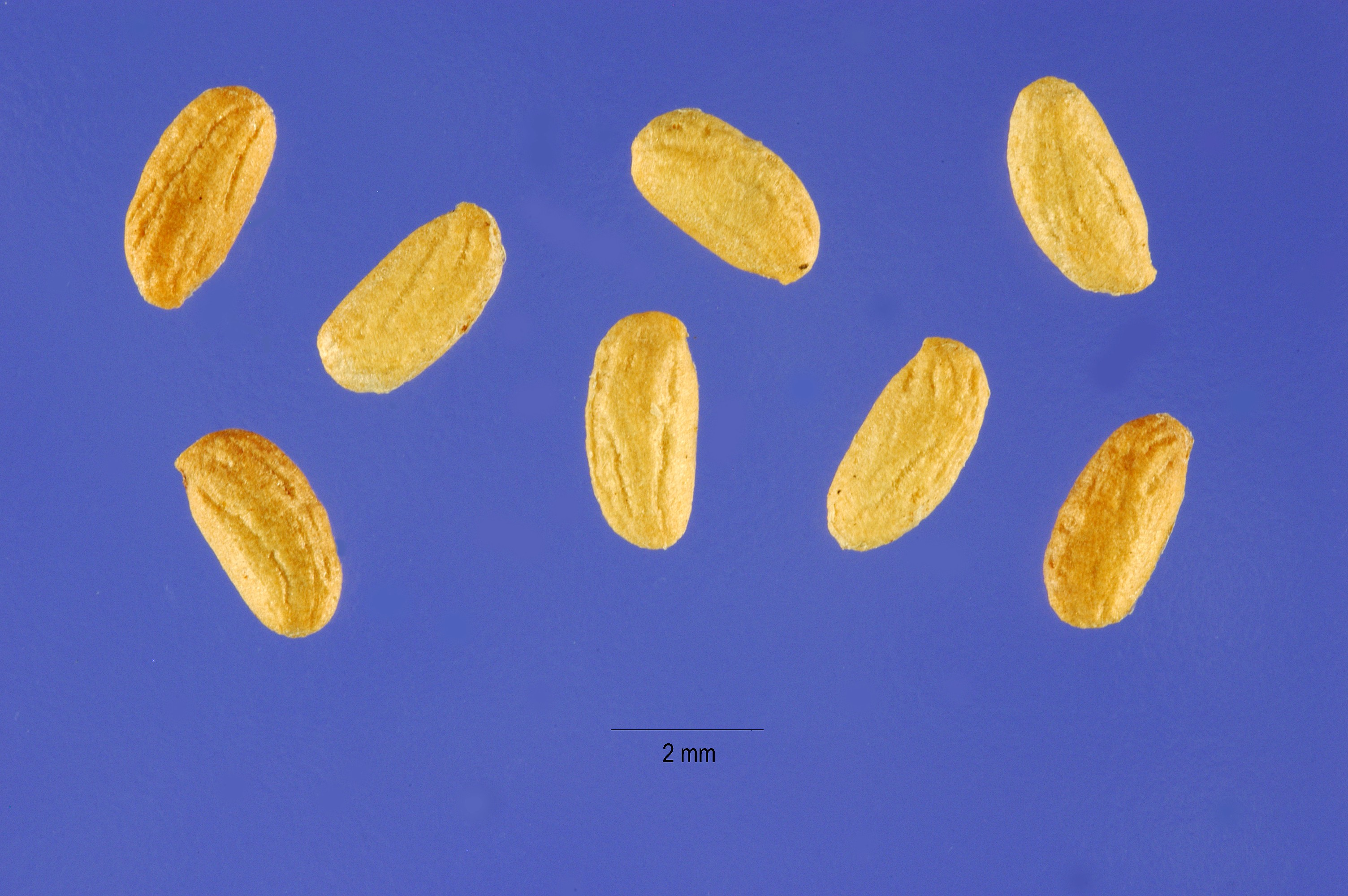
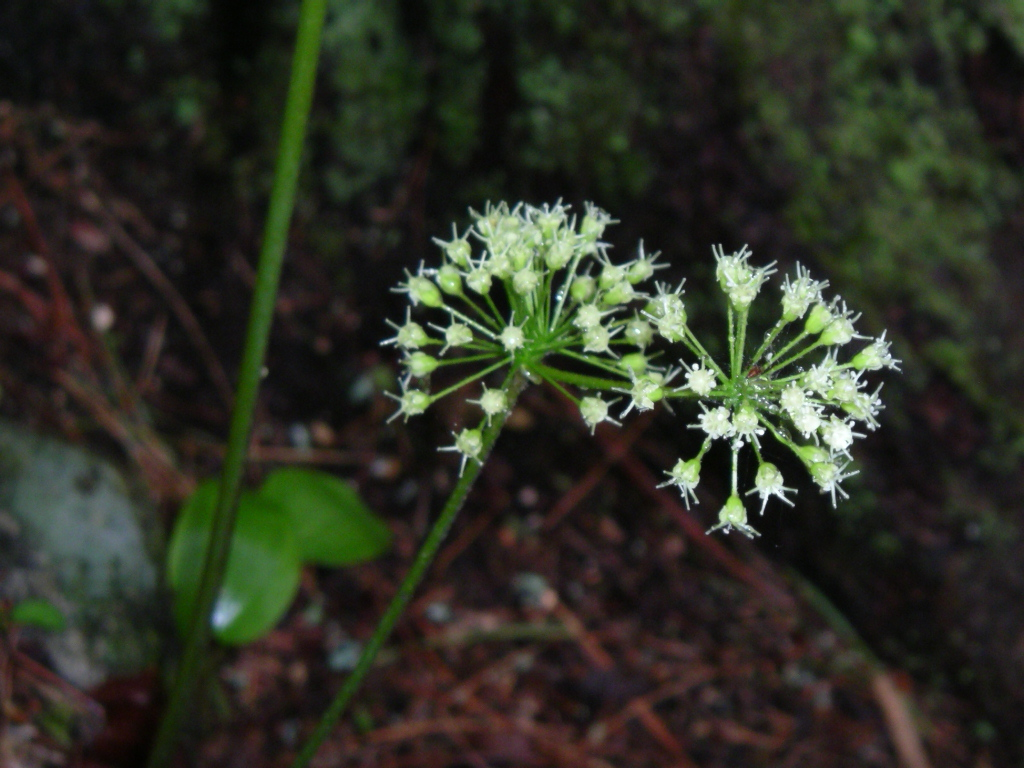